# Vương cung Thánh đường Thánh Stephen
Vương cung Thánh đường Thánh Stephen (tiếng Hungary: Szent István-székesegyház) còn được gọi là Nhà thờ Székesfehérvár là tên của một nhà thờ Công giáo ở Hungary. Đây là nhà thờ chính của thành phố Székesfehérvár và trụ sở của giáo phận Székesfehérvár.
Nhà thờ được xây dựng từ năm 1758 đến năm 1768 theo phong cách Baroque. Giáo đường do kiến trúc sư nổi tiếng người Áo Franz Anton Hillebrand thiết kế. Các bức bích họa bên trong nhà thờ mô tả cuộc đời của Vua Stephen Đệ nhất. Vinzenz Fischer thiết kế bức trang trí bàn thờ hình ảnh vua Stephen quỳ gối trước Mẹ Thiên Chúa. Johan Cymbala sáng tác các bức tranh trên trần nhà đầy uy nghiêm.

## Bục giảng kinh

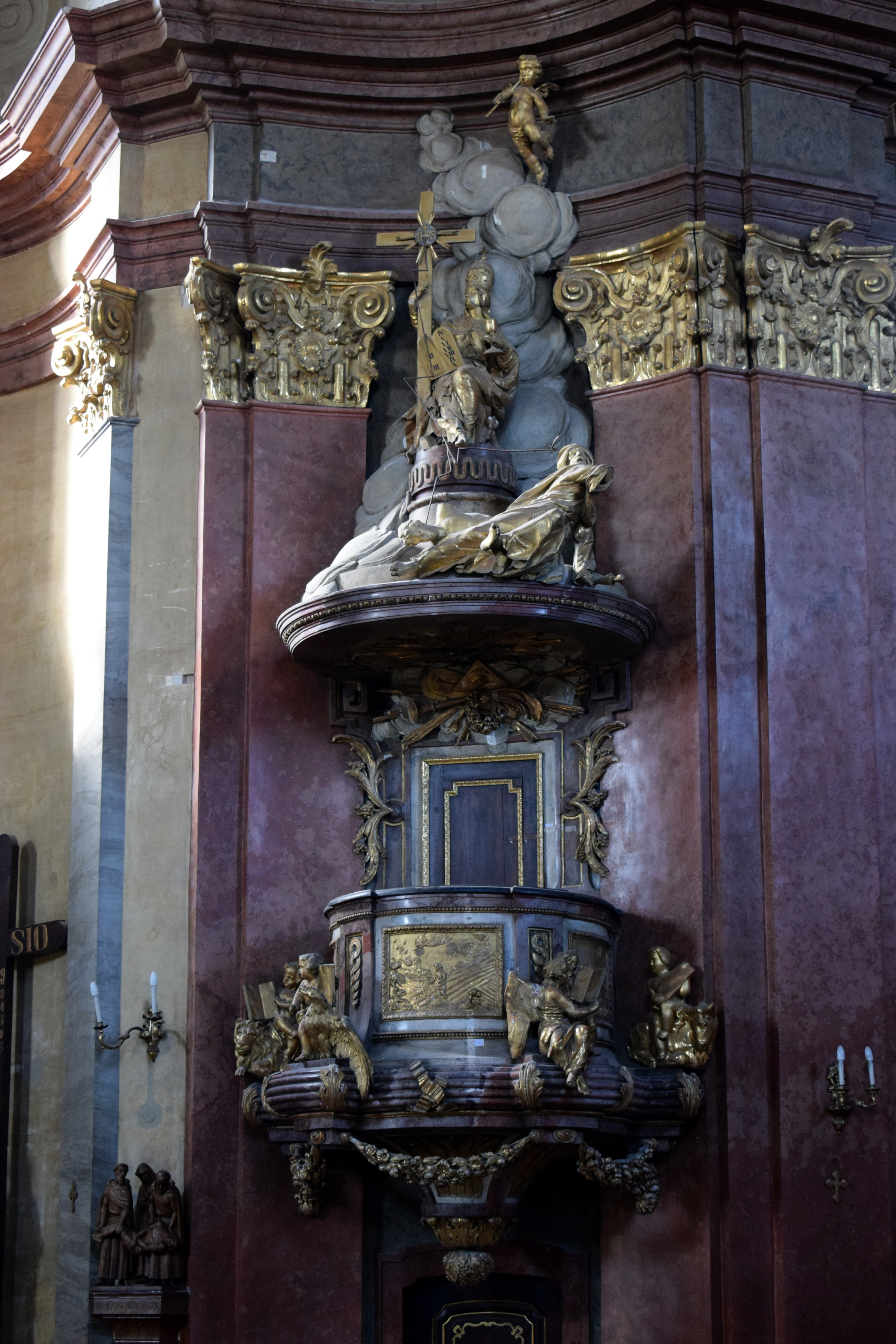
Quang cảnh bục giảng

Bục giảng kinh được thiêt kế theo phong cách Baroque thời kỳ muộn, mang đầy sắc cổ điển, xa hoa tương tự như bàn thờ chính của Franz Anton Hillebrandt. Tượng điêu khắc trên đỉnh nóc tỏa giảng mang tên Sự khải hoàn của Nhà thờ trước Thần linh có cùng chủ đề với bức bích họa trên vòm đầu tiên. Các bức bích họa của nhà thờ được Johann Cymbal hoàn thành vào năm 1768..

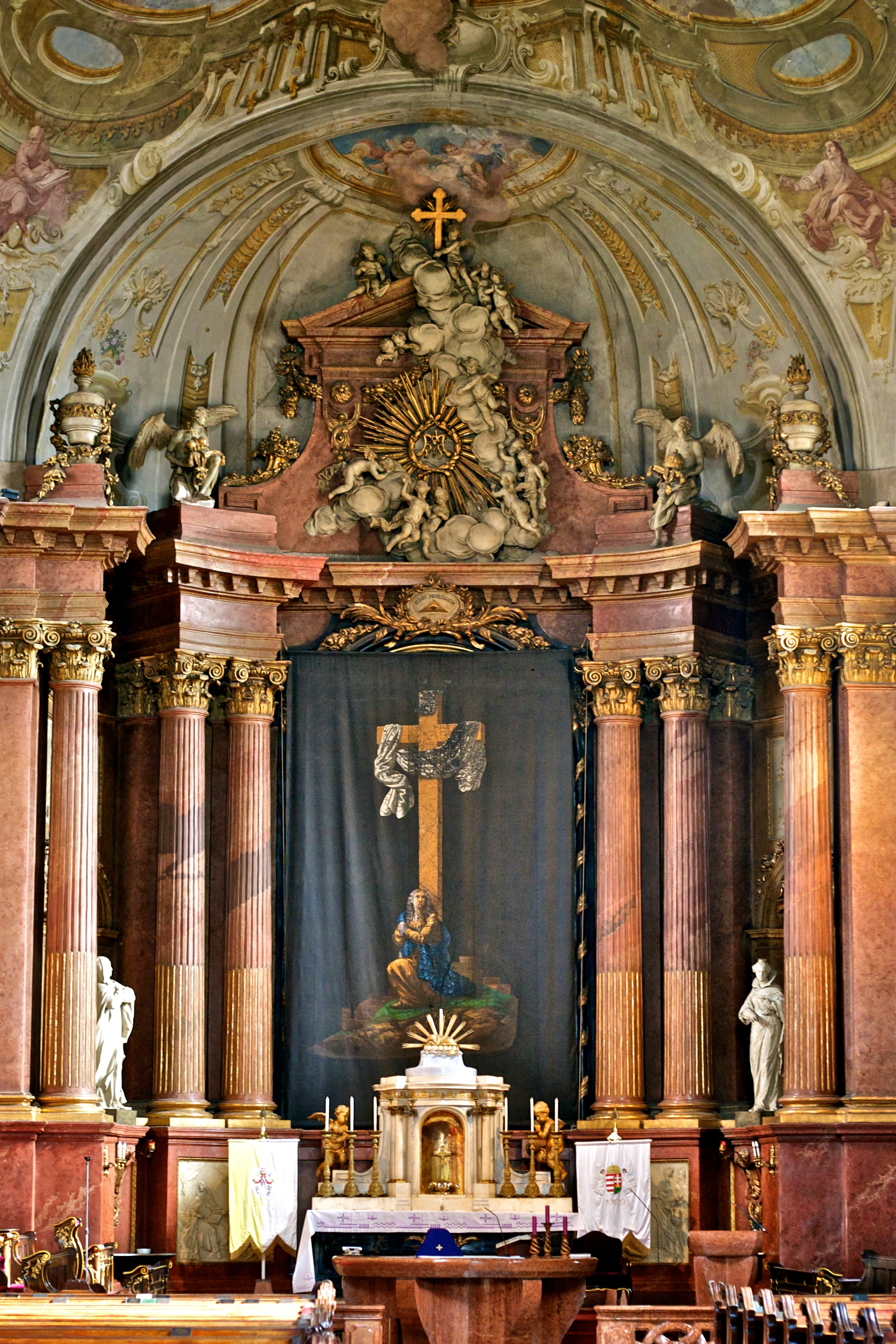
Khung cảnh bên trong Vương cung Thánh đường

Bục giảng kinh là một công trình kiến trúc bằng đá cẩm thạch đỏ hoành tráng với các tác phẩm điêu khắc bằng gỗ mạ vàng. Các thiên thần ngồi trên mỏm đá. Lan can được trang trí với ba bức phù điêu mạ vàng. Một cầu hoa tạo thành một chùm hoa treo dưới những vòng hoa sum suê. Phía trên cửa có một bức phù được điêu chạm khắc với các biểu tượng: Con mắt của Chúa trời, một chiếc sừng, một cây đàn vĩ cầm, một vòng hoa và một cành cọ. Mặt dưới của nóc bục giảng được trang trí bằng hình một con chim bồ câu, và có một bức điêu khắc trên đỉnh mô tả Sự khải hoàn của Nhà thờ. Bức điêu khắc nhằm ám chỉ đến việc Thánh Stephen đưa tôn giáo Hungary chuyển sang Cơ đốc giáo và sự sụp đổ của pagan giáo.